# روبرت رودي
روبرت رودي (بالإنجليزية: Robert Rodi)‏ (1956، شيكاغو في الولايات المتحدة)؛ روائي أمريكي.